# (2049) Grietje
(2049) Grietje es un asteroide perteneciente al cinturón interior de asteroides descubierto por Tom Gehrels desde el observatorio del Monte Palomar, Estados Unidos, el 29 de septiembre de 1973.

## Designación y nombre
Grietje se designó inicialmente como 1973 SH.
Posteriormente, en 1980, fue nombrado en honor de Grietje A. M. Haring-Gehrels, hermana del descubridor.

## Características orbitales
Grietje está situado a una distancia media del Sol de 1,949 ua, pudiendo acercarse hasta 1,785 ua y alejarse hasta 2,113 ua. Tiene una excentricidad de 0,0842 y una inclinación orbital de 24,42 grados. Emplea 993,8 días en completar una órbita alrededor del Sol.
Grietje forma parte del grupo asteroidal de Hungaria.

## Características físicas
La magnitud absoluta de Grietje es 15 y el periodo de rotación de 12 horas.